# Замеры (село)
Замеры (укр. Заміри) — село на Украине, находится в Радомышльском районе Житомирской области.
Код КОАТУУ — 1825082203. Население по переписи 2001 года составляет 67 человек. Почтовый индекс — 12220. Телефонный код — 4132. Занимает площадь 0,444 км².

## Адрес местного совета
12220, Житомирская область, Радомышльский р-н, с.Гута-Потиевка